# Jane Barlow

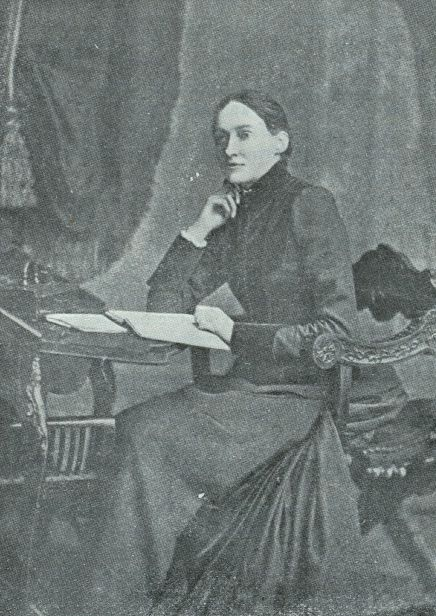
Jane Barlow

Jane Barlow (17-IV-1857 – 20-IV-1917) fue una escritora irlandesa, conocida por sus poemas en los que describe la vida del campesinado irlandés (especialmente de Ballyhoy y Lisconnel) durante la Gran hambruna irlandesa.
Nació en Clontarf, Dublín, aunque pasó la mayor parte de su vida en el barrio dublinés de Raheny. Murió en Bray, Wicklow.

## Obra
Poesía:
- Bog-land Studies (1892)
- The End of Elfintown (1894)
- Ghost-Bereft (1901)
- The Mockers and Other Verses (1908)
- Doings and Dealings (1913
- Between Doubting and Daring (1916)
- Irish Idylls (1892, 8 ediciones)
- A Creel of Irish Stories (1897)
- From the East unto the West (1898)
- From the Land of the Shamrock (1900)
- By Beach and Bog Land (1905)
- Irish Neighbours (1907)
- Irish Ways (1909).

Novela:
- Kerrigan’s Quality (1894),
- The Founding of Fortunes (1902).
- The utopia, atribuida a Jane y su padre. History of a World of Immortals Without a God: Translated From an Unpublished Manuscript in the Library of a Continental University